# Douglas C-53 Skytrooper

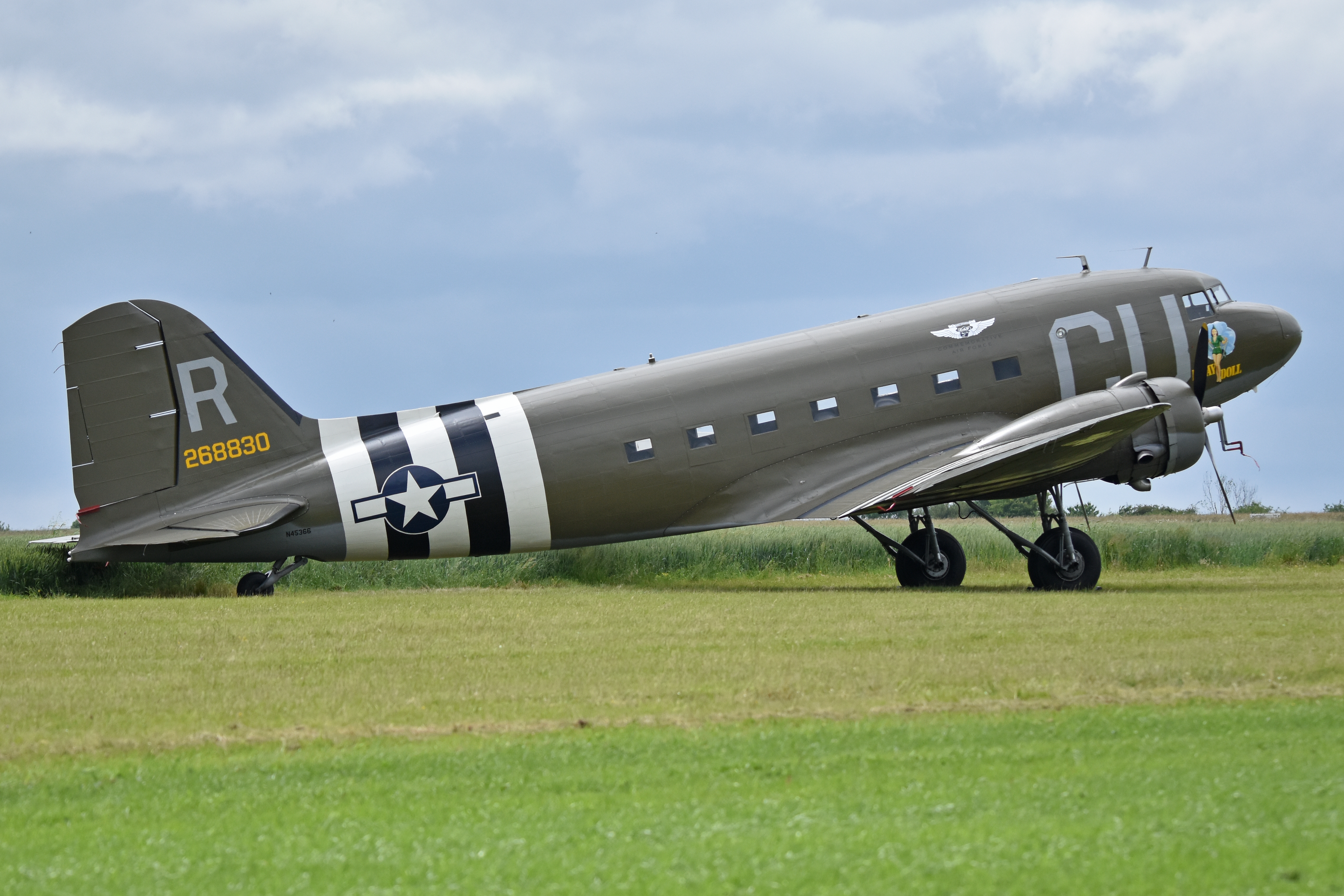
Un C-53D, construit en 1943, en 2019.

Le Douglas C-53 Skytrooper  est une des nombreuses versions militaires du Douglas DC-3. Numériquement la plus importante après le C-47 Skytrain, c'est aussi la plus proche du modèle commercial d'origine, car elle ne comporte pas de porte cargo, étant exclusivement réservée au transport de personnel.

## Une adaptation minimale aux besoins de l'Air Force
Portant initialement la désignation constructeur DC-3A-405, le C-53 fut produit à partir d'octobre 1941 uniquement à Santa Monica, sur les chaines ayant assuré avant guerre la production civile. Il s’agissait d’un Douglas DC-3A adapté aux spécifications militaires, sans changement de structure. En particulier la porte passagers à gauche était conservée. L’aménagement de la cabine était indiscutablement plus spartiate, permettant le transport de 28 hommes. Le plancher de cabine était en bois et le crochet de remorquage pour planeurs fut standardisé. Les moteurs Wright Cyclone R-1830-92 de 1 200 ch et l'équipement électrique 12 volts étaient également conservés. Les premières séries furent le plus souvent confiées aux compagnies aériennes américaines sous contrat avec l’armée américaine, les dernières versions reçurent un astrodôme et certains appareils des diaphragmes en caoutchouc au centre des hublots pour permettre aux troupes se trouvant à bord de tirer au fusil sur d’éventuels attaquants, l’avion étant utilisé à la fin de la guerre pour des parachutages au-dessus des lignes ennemies.

## Versions
- Douglas C-53 Skytrooper : Première version, mise en service avant la sortie des premiers C-47.  218 C-53-DO furent construits sous 4 contrats, à un prix unitaire variant de 147 265 à 136 399 dollars américains, auxquels il faut ajouter, fait inhabituel, trois appareils achetés sur le marché civil : 2 DC-3A-447 de Pan American et le DC-3A-408 utilisé par le constructeur Douglas, les appareils obtenus sur le marché civil recevant en principe des désignations différentes des appareils produits sous contrats militaires. Ces appareils ont reçu les serials suivants : 41-20045, 41-20046, 41-20051, 41-20053/20056, 41-20060/20136, 42-6455/6469, 42-6481/6504, 42-15530/15569, 42-15970/15894, 42-47371/47382, 43-14404 et 43-14495. 9 furent cédés à la RAF comme Dakota Mk II, certains étant restitués à l’US Air Force en Afrique du Nord, d’autres furent livrés à la RAAF et 12 transférés à l’US Navy comme R4D-3.
- Douglas XC-53A Skytrooper : le C-53-DO sérial 42-6480 fut prélevé sur chaine et modifié pour recevoir des volets de bord de fuite couvrant toute l’envergure et un système de dégivrage thermique du bord d’attaque. Classé prototype (X) et non avion d’essais opérationnels (Y), cet appareil fut ultérieurement mis au standard et passa entre les mains de différents opérateurs civils après la guerre.
- Douglas C-53B Skytrooper : 8 C-53 modifiés sur chaine pour opérations arctiques avec réservoir supplémentaire dans le fuselage, chauffage de cabine renforcé et un poste de radionavigation similaire à celui du C-47 avec astrodôme. Facturés 136 399 U$D malgré ces modifications, ces appareils reçurent les sérials 41-20047/2000, 42-20052 et 42-20057/20059, s’insérant dans les séries C-53.
- Douglas C-53C Skytrooper : 17 DC-3A furent rachetés à United Air Lines, Northwest Airlines et Pan American au prix unitaire de 150 470 U$D alors qu'ils se trouvaient encore sur les chaines de montage et achevés par Douglas comme DC-3A-453. Ces appareils reçurent les sérials 43-2018/2034, huit exemplaires étant transférés à l’US Navy comme R4D-3 fin 1942, sept autres semblent avoir été curieusement désignés R4D-4R.
- Douglas C-53D Skytrooper : Les 159 derniers C-53 se distinguaient par une alimentation électrique 24 volts et un prix unitaire de 140 944 U$D, justifiant une nouvelle désignation chez le constructeur (DC-3A-457) comme dans l'Air Force. Ces appareils reçurent les sérials 42-68693/68851, le 42-68851 étant le dernier des 961 DC-3 sortis de l’usine de Santa Monica. En 1948 les appareils encore en service furent redésignés ZC-53D-DO pour indiquer leur obsolescence.

## En service

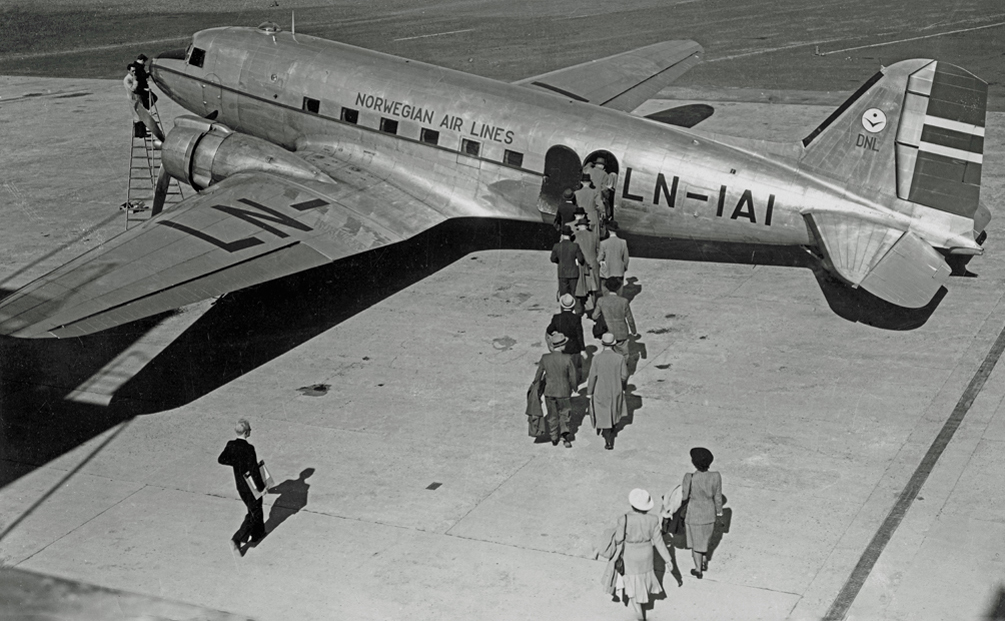
Un C-53D utilisé par la Norwegian Air Lines en 1946.